# Hyposoter prinzi
Hyposoter prinzi là một loài tò vò trong họ Ichneumonidae.